# Савинецька волость
Савинецька волость — історична адміністративно-територіальна одиниця Брацлавського повіту Подільської губернії з центром у селі Савинці.
Станом на 1886 рік складалася з 8 поселень, 8 сільських громад. Населення — 13276 осіб (6645 чоловічої статі та 6631 — жіночої), 1862 дворових господарств.
|                     | Площа, десятин | У тому числі орної, дес. |
| ------------------- | -------------- | ------------------------ |
| Сільських громад    | 9724           | 6845                     |
| Приватної власності | 3326           | 2825                     |
| Надільної власності | —              | —                        |
| Казенної власності  | —              | —                        |
| Іншої власності     | 5261           | 2842                     |
| Загалом             | 18311          | 12512                    |

Поселення волості:
- Савинці — колишнє власницьке село за 45 верст від повітового міста, 1489 осіб, 244 дворових господарства, православна церква, школа, постоялий будинок, цегельний завод. За 6 верст — винокурний завод.
- Олександрівка — колишнє власницьке село, 1805 осіб, 285 дворових господарств, православна церква, школа, постоялий будинок.
- Демківка — колишнє власницьке село, 1842 особи, 268 дворових господарств, православна церква, постоялий будинок.
- Капустяни — колишнє власницьке село, 1467 осіб, 226 дворових господарств, православна церква, школа, постоялий будинок, цегельний завод.
- Китай Город — колишнє власницьке село, 929 осіб, 158 дворових господарств, православна церква, школа, млин.
- Козинці — колишнє власницьке село, 1281 особа, 200 дворових господарств, православна церква, постоялий будинок, млин.
- Куниче — колишнє власницьке село, 1476 осіб, 218 дворових господарств, православна церква, школа, постоялий будинок, млин.
- Летківка — колишнє власницьке село, 1702 особи, 263 дворових господарства, православна церква, школа, постоялий будинок, млин.